# Denkmal der Grauen Busse

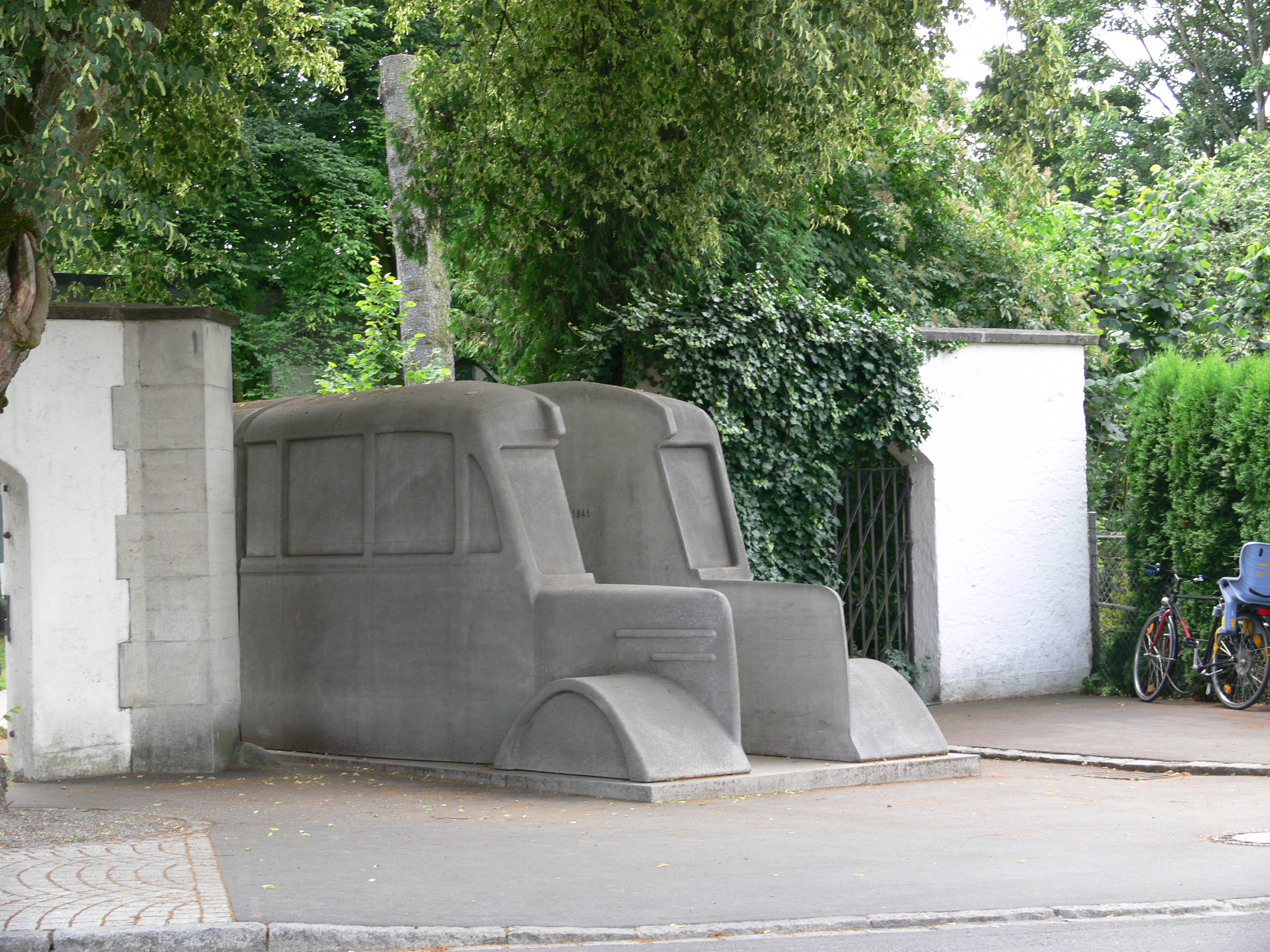
Bus 1, permanente Installation an der „alten Pforte“ der ehemaligen Heilanstalt Ravensburg-Weißenau

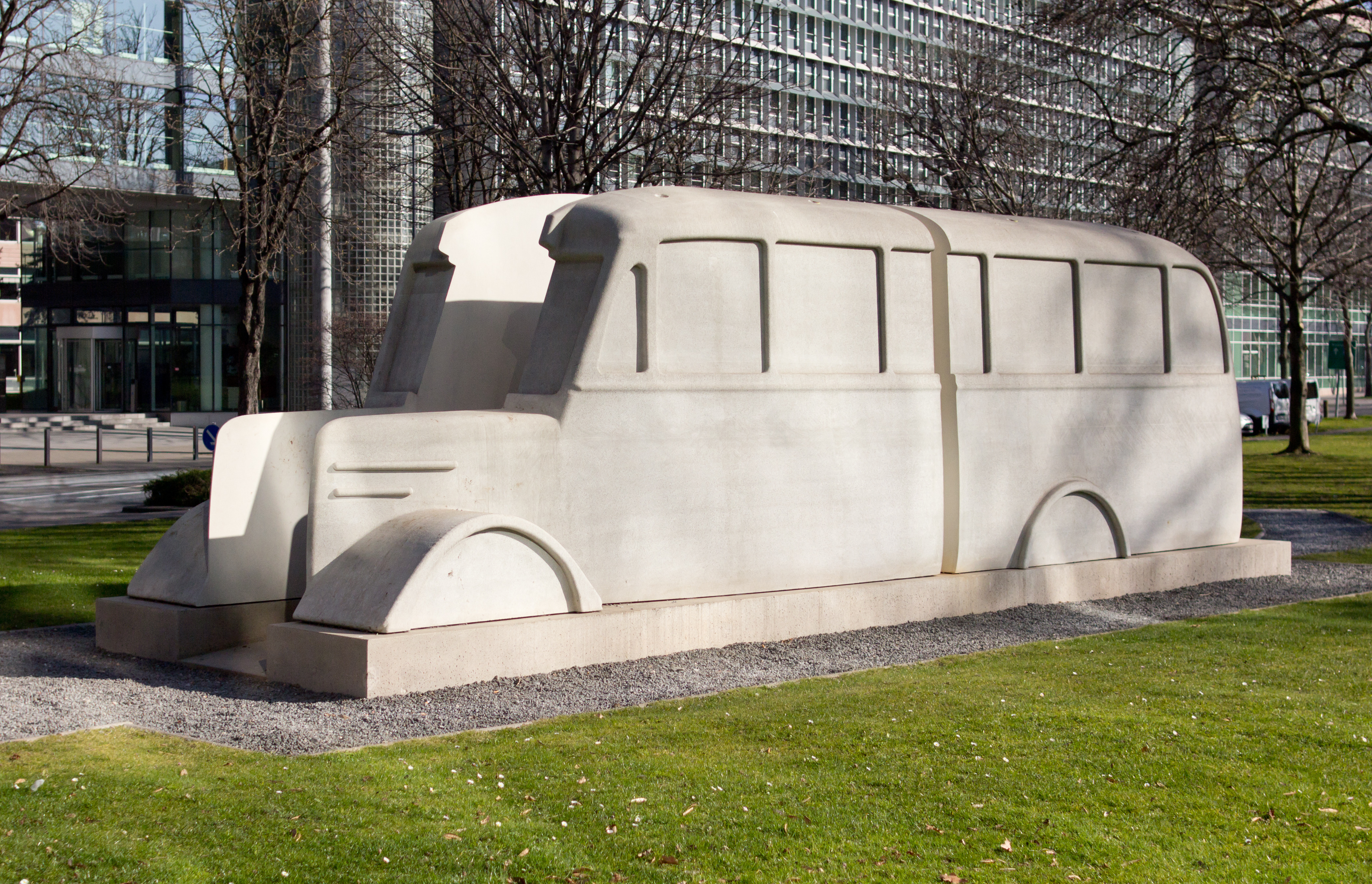
Nachguss des mobilen Busses vor dem Landeshaus des LVR in Köln-Deutz

Das Denkmal der Grauen Busse ist ein zweiteiliges Denkmal, das 2006 für die Opfer der Krankenmorde der nationalsozialistischen „Aktion T4“ (sogenannte „Euthanasie“) im Zentrum für Psychiatrie Weißenau (der ehemaligen „Heilanstalt Weißenau“) in Ravensburg errichtet wurde. Der Entwurf der Grauen Busse entstand von Horst Hoheisel und Andreas Knitz 2005 bei einem Wettbewerb. Es gibt drei Ausführungen des Denkmals: zwei ortsfeste sowie eine, die ihren Standort wechselt.

## Hintergrund

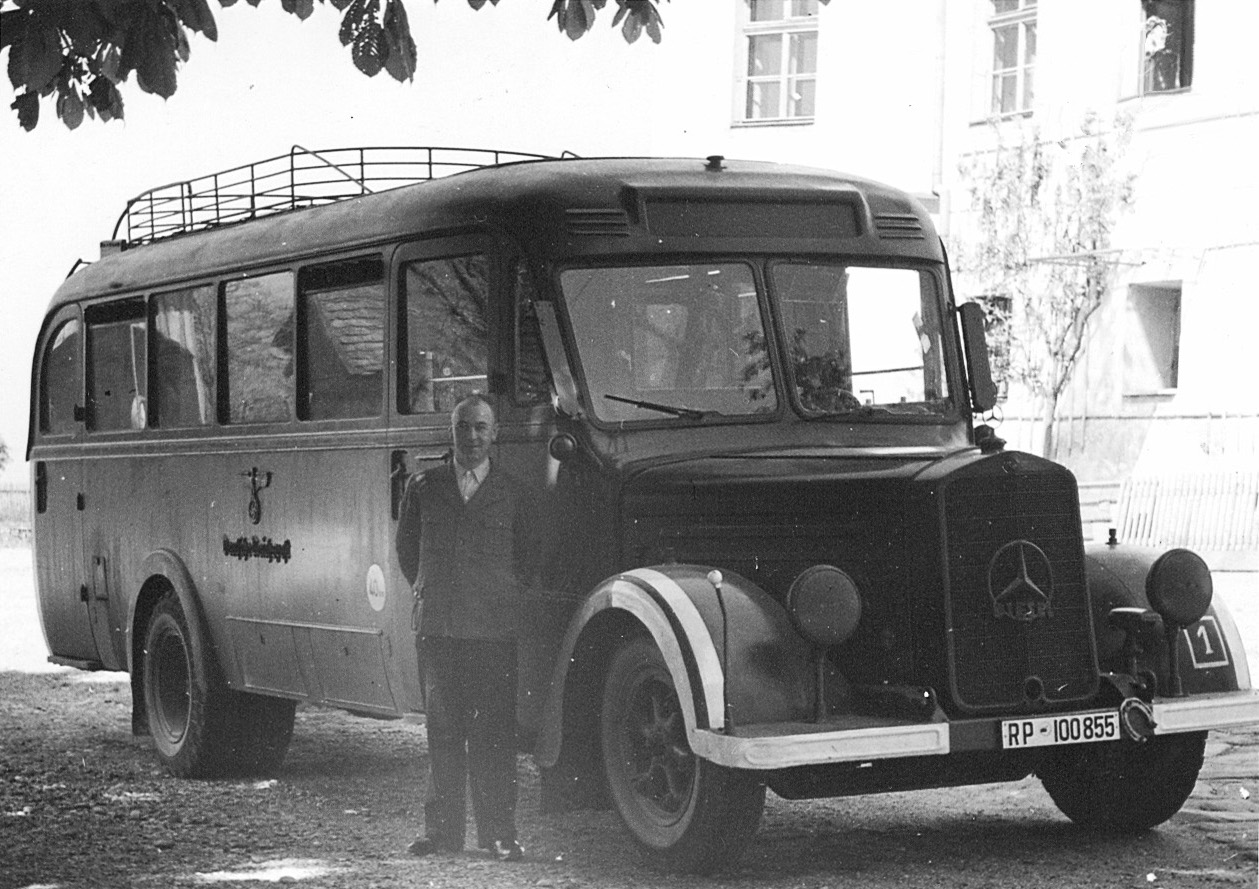
Ein Gekrat-Bus (etwa 1940) ursprünglich von der Kraftpost (Deutsche Reichspost) benutzt

Das Denkmal ist „als Transportmittel der Erinnerung“ für die Euthanasie-Opfer des Nationalsozialismus gedacht und soll sowohl Opfer als auch Täter und die Tat reflektieren. Es besteht aus Beton und stellt einen Autobus dar, der in der Länge dreigeteilt ist. Der mittlere Teil fehlt; es bleibt dem Betrachter überlassen, ihn in Gedanken zu ergänzen oder auch hindurchzugehen. Vorbild sind jene Omnibusse vom Typ Mercedes-Benz O 3750 (vgl. Mercedes-Benz-Bus / Konstruktionen vor 1945), die von der sogenannten „Gemeinnützigen Krankentransportgesellschaft GmbH“ (Gekrat) eingesetzt wurden. Allerdings waren viele der von der Reichspost entliehenen Busse ursprünglich rot lackiert. Wann und in welchem Umfang diese Busse grau gespritzt wurden, ist ungeklärt.

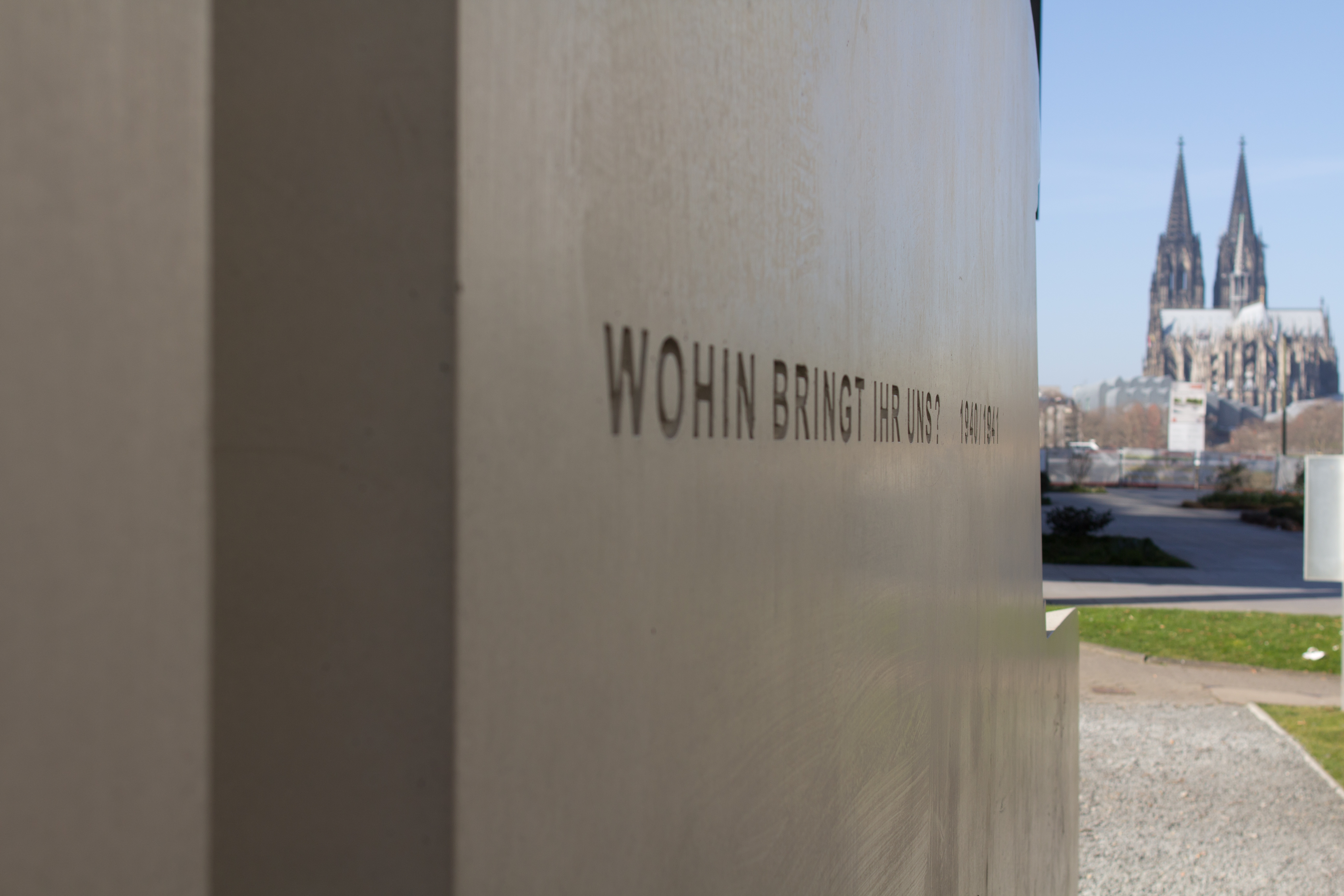
Detail im Inneren mit der Inschrift „Wohin bringt Ihr uns? 1940/1941“

Dem Denkmal ist das Zitat „Wohin bringt Ihr uns?“ eingeschrieben – die überlieferte Frage eines Mannes, der wie Tausend andere Patienten von den Gekrat-Bussen abgeholt wurde. Mit diesen Bussen wurden 1940 und 1941 allein 691 Patienten aus Weißenau als „lebensunwertes Leben“ in die Vernichtungsanstalt Grafeneck deportiert. In der Tötungsanstalt Grafeneck wurden im Jahr 1940 10.654 Männer, Frauen und Kinder aus psychiatrischen Kliniken systematisch getötet. Insgesamt wurden in Deutschland im Rahmen der „Aktion T4“ mehr als 70.000 psychisch kranke sowie geistig und körperlich behinderte Menschen ermordet.
Das Denkmal der Grauen Busse zielt auf gedankliche Auseinandersetzung, die keinen Schlussstrich zieht. Es soll an die Betrachter konkrete Fragen weitergeben und eine öffentliche Diskussion anregen. Einige Künstler haben sich bereits auf den Diskurs eingelassen und ihre Eindrücke verarbeitet. So existieren begleitend einige Kurzfilme, ein Performance-Text von Michael Helming und weitere Beiträge gesellschaftlicher Auseinandersetzung.

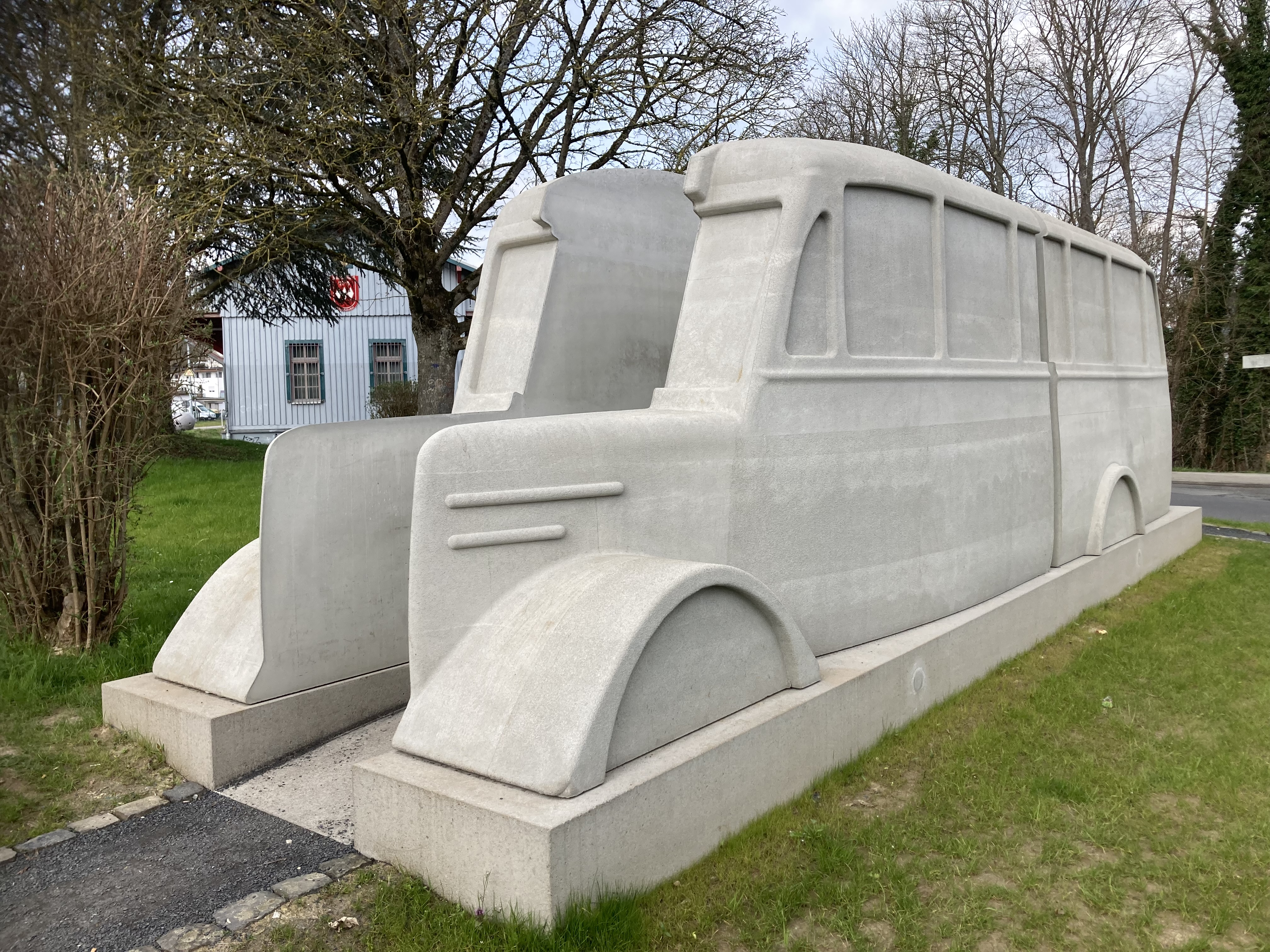
Denkmal der grauen Busse in Hadamar

Einer der beiden ortsfesten Busse (jeder ist in Originalgröße, besteht aus vier Betonsegmenten und einer Stahlbetonbodenplatte mit einem Gesamtgewicht von 70 Tonnen; Gesamtmaße je Bus: 8,70 m Länge, 2,40 m Breite, 2,50 m Höhe) blockiert seit dem 6. November 2006 dauerhaft die „alte Pforte“ der ehemaligen Heilanstalt Ravensburg-Weißenau. Der andere wurde am 18. Oktober 2023 am Bahnübergang in Hadamar der Öffentlichkeit übergeben.

## Das Mahnmal in Bewegung
Ein weiterer, identischer Grauer Bus wechselt seine Standorte. Der Transport soll durch Spenden und öffentliche Gelder finanziert werden. Geplant war ursprünglich, dass sich der zweite Bus mit der Zeit entlang der historischen Wegstrecke bis nach Grafeneck bewegt.
Der Bus stand zunächst ab dem 27. Januar 2007 in der Ravensburger Nordstadt (vor der Gewerblichen Schule).
Ab 18. Januar 2008 stand das mobile Denkmal der Grauen Busse in der Tiergartenstraße vor der Berliner Philharmonie, da sich dort in den Jahren 1940/1941 das Verwaltungsgebäude der „Reichsarbeitsgemeinschaft Heil- und Pflegeanstalten“ befunden hatte. Verantwortlich für die Aufstellung des Denkmals in Berlin waren die Stiftung Topographie des Terrors und die Stiftung des Holocaust-Mahnmals.

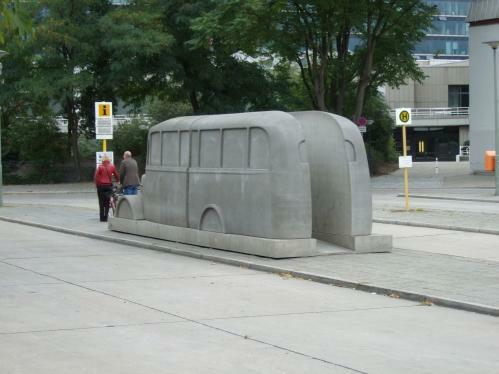
Denkmal der Grauen Busse vor der Philharmonie Berlin Tiergartenstraße, 2008

Ab dem 18. Januar 2009 war das Denkmal in Brandenburg an der Havel zu sehen; dort war von den Nationalsozialisten eine der ersten Tötungsanstalten errichtet worden.
Ab dem 14. Oktober 2009 stand der Bus auf dem Schloßplatz in Stuttgart.
Am 19. Mai 2010 wurde das Denkmal nach Neuendettelsau neben die St.-Laurentius-Kirche versetzt.
Ab dem 24. Juni 2010 stand das Denkmal in der Grohmannstraße in Pirna. Dort hatte sich die Tötungsanstalt Pirna-Sonnenstein befunden, in der 13.720 Menschen getötet worden waren.
Ab dem 1. September 2011 stand der Betonbus in Köln am Rheinufer vor dem Landeshaus Köln, dem Hauptgebäude des Landschaftsverbandes Rheinland (als Rechtsnachfolger des Provinzialverbandes der Rheinprovinz).
Am 18. April 2012 wurde das Denkmal in Zwiefalten aufgebaut, da die dortige Heil- und Pflegeanstalt als Zwischenlager für die Tötungsanstalt Schloss Grafeneck gedient hatte. Nachdem der Bus aus Köln weiter nach Zwiefalten gereist war, wurde am gleichen Standort vor dem Landeshaus des LVR in Köln-Deutz ein Nachguss des mobilen Denkmals dauerhaft platziert, das als Zeichen der dauerhaften Auseinandersetzung mit seiner Psychiatrie-Geschichte, auch nach der NS-Zeit, dienen soll.
Nach einem Zwischenstopp am 13. Juli 2013 in Grafeneck am Ort der heutigen Gedenkstätte stand der Bus ab 14. Juli 2013 in München.
Ab dem 19. November 2013 stand der Bus auf dem Friedrichsplatz in Kassel.
Am 8. September 2014 erfolgte die Weiterfahrt des Denkmals über Braunschweig nach Posen.
Ab dem 14. Oktober 2014 befand sich das mobile Denkmal im Zentrum für Psychiatrie Reichenau.
Am 21. Mai 2015 wurde es in Braunschweig auf dem Schlossvorplatz aufgestellt.
Ab dem 24. September 2015 stand das Denkmal vor dem Gebäude der Ärztlichen Direktion im Klinikum Schloss Winnental. Knapp 400 Patientinnen und Patienten der Heilanstalt Winnental wurden Opfer der NS-„Euthanasie“. Sie wurden 1940 in den Vernichtungsstätten Grafeneck bei Münsingen auf der Schwäbischen Alb und 1941 in Hadamar bei Limburg an der Lahn ermordet. Wie viele Menschen den Zwangssterilisationen der Heilanstalt Winnental zum Opfer fielen oder in den Jahren 1941 bis 1945 im Rahmen der dezentralen „Euthanasie“ direkt in der Heilanstalt ermordet wurden, ist bis heute nicht erforscht – oder nicht mehr exakt zu klären.
Das reisende „Denkmal der Grauen Busse“ erreichte die Stadt Frankfurt am Main, wo es ab dem 19. August 2017 und bis Mai 2018 auf dem Rathenauplatz stand. Mehr als 1000 Frankfurterinnen und Frankfurter mit psychischen Krankheiten oder geistigen Behinderungen wurden zwischen Januar und August 1941 in der Gaskammer der NS-„Euthanasie“-Anstalt Hadamar bei Limburg ermordet. Grau gestrichene ehemalige Postbusse beförderten die zuvor bereits in Heil- und Pflegeanstalten eingewiesenen Patienten nach Hadamar, wo sie unmittelbar nach ihrer Ankunft mit dem Giftgas Kohlenmonoxid umgebracht wurden. Die Urnen von 315 „Euthanasie“-Opfern aus Frankfurt und Umgebung ruhen in der Gräberanlage für Opfer des Nationalsozialismus auf dem Hauptfriedhof in Frankfurt am Main.
Ab dem 28. Mai 2018 stand das Denkmal vor dem Schloss in Hadamar.
Am 28. Januar 2019 wurde das Denkmal im Eingangsbereich des Zentrums für Psychiatrie Emmendingen aufgestellt, zwischen zwei Haltestellen der Stadtbuslinie 5, die durch das Psychiatriegelände führt. Der Weitertransport war für März 2020 geplant, aufgrund der COVID-19-Pandemie verzögerte er sich allerdings um fast vier Jahre.
Am 6. Februar 2024 wurde das Denkmal auf dem Hugenottenplatz vor der Hugenottenkirche in Erlangen aufgebaut. Dort blieb es bis zum 23. Januar 2025.
Seit dem 27. Januar 2025 steht der mobile Teil des Denkmals vor dem Haus 1 im SFZ Förderzentrum in Chemnitz.